# Julie Dupré
Pour les articles homonymes, voir Dupré.
Julie Dupré, née à Bordeaux, est une monteuse française vivant à Paris.
Elle est membre du collectif 50/50 qui a pour but de promouvoir l’égalité des femmes et des hommes et la diversité dans le cinéma et l’audiovisuel,.

## Filmographie sélective
- 2007 : Nuage de Sébastien Betbeder
- 2010 : Les Mains libres de Brigitte Sy
- 2010 : Pauline et François de Renaud Fely
- 2011 : La Planque de Akim Isker
- 2013 : La Stratégie de la poussette de Clément Michel
- 2013 : Les Nuits avec Théodore de Sébastien Betbeder
- 2013 : Le Temps de l'aventure de Jérôme Bonnell
- 2013 : Deux automnes trois hivers de Sébastien Betbeder
- 2014 : Le Système de Ponzi de Dante Desarthe[3]
- 2014 : Démons de Marcial Di Fonzo Bo[4]
- 2014 : Dom Juan de Vincent Macaigne[5]
- 2015 : À trois on y va de Jérôme Bonnell
- 2015 : L'Astragale de Brigitte Sy
- 2016 : Jeunesse de Julien Samani
- 2016 : Le Divan de Staline de Fanny Ardant
- 2017 : J'ai deux amours de Clément Michel (mini-série)
- 2018 : 100 kilos d'étoiles de Marie-Sophie Chambon
- 2019 : Perdrix de Erwan Le Duc
- 2019 : The Eddy série rélalisée par Houda Benyamina produite par Netflix
- 2020 : Chère Léa de Jérôme Bonnell
- 2021 : La Traversée de Florence Miailhe
- 2022 : Les Hautes Herbes mini-série de Jérôme Bonnell produit par Arte
- 2022 Drôle série réalisée par Farid Bentoumi et Brian Marciano produite par Netflix
- 2023 : Noël Joyeux de Clément Michel
- 2023 : La fille de son père d'Erwan Le Duc
- 2024 : Le bonheur est pour demain de Brigitte Sy
- 2024 : Le monde n'existe pas d'Erwan Le Duc
- 2024 : A la joie de Jérôme Bonnell